# Cavan
Cavan [ˈkævən] (irisch An Cabhán ‚Die Höhle‘, [ən̪ ˈkawaːn̪]) ist eine Stadt im nordöstlichen zentralen Binnenland der Republik Irland nahe der Grenze zu Nordirland und die Hauptstadt des gleichnamigen Countys. Die Einwohnerzahl Cavans incl. nahem Umland wurde beim Census 2022 mit 11.741 Personen ermittelt, womit die Einwohnerzahl sich seit 1991 mehr als verdoppelt hat. Die Kernstadt selbst hat 3868 Einwohner.

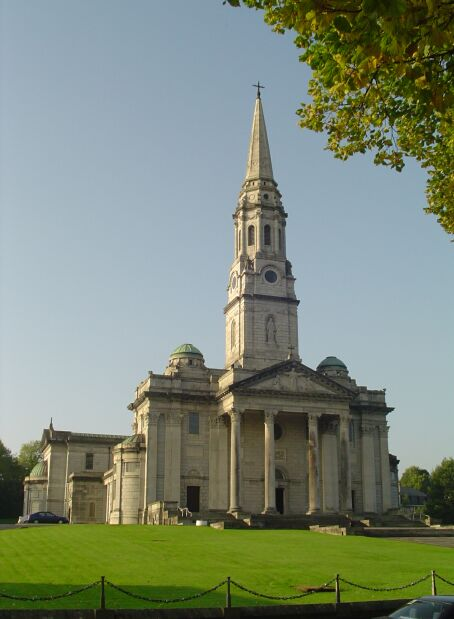
Cavan Cathedral of Saints Patrick and Felim

Cavan ist Sitz des römisch-katholischen Bistums Kilmore. Der Bau der Kathedrale St. Patrick und St. Felim wurde 1938 begonnen und 1942 abgeschlossen.

## Geschichte
Die jüngere Geschichte Cavans beginnt mit der Errichtung eines Schlosses im Ort durch die O’Reilly-Familie im späten 13. Jahrhundert, etwa zeitgleich mit der Gründung eines Klosters der Franziskaner vor Ort. Im späten 19. Jahrhundert wurde Cavan zu einem wichtigen Eisenbahn-Knotenpunkt. Heute hat Cavan vor allem Bedeutung als Verkehrsknotenpunkt und für die Versorgung der rund 30.000 in einem Radius von 16 km um die Stadt lebenden Menschen.

## Verkehr
Cavan liegt an der N3, die von Dublin im Osten über Navan diagonal durch das Land nach Ballyshannon an der nordwestlichen Küste Irlands und von dort als N15 weiter über Donegal Town ins County Donegal führt. In südwestlicher Richtung führt die N55 nach Athlone und als N6 weiter nach Galway an der Westküste, in nordöstlicher Richtung die N54 über Monaghan zur A3 nach Belfast.
Der überregionale öffentliche Personenverkehr wird primär von Bus Éireann abgedeckt, der Cavan mehrmals täglich u. a. mit dem Busáras in Dublin und mit Enniskillen (NI) und Sligo verbindet. An den Schienenverkehr in Irland ist Cavan seit 1960 nicht mehr angeschlossen.

## Städtepartnerschaft
Cavans Partnerstadt ist seit 1988 Jaunay-Clan in der französischen Region Poitou-Charentes.
2017 kam das unterfränkische Kürnach hinzu.

## Söhne und Töchter
- Henry Aloysius Gogarty (1884–1931), römisch-katholischer Ordensgeistlicher, Apostolischer Vikar von Kilimandscharo
- Margaret Conlon (* 1967), Politikerin
- Pauline Tully (* 1970 oder 1971), Politikerin